# Jean Arp

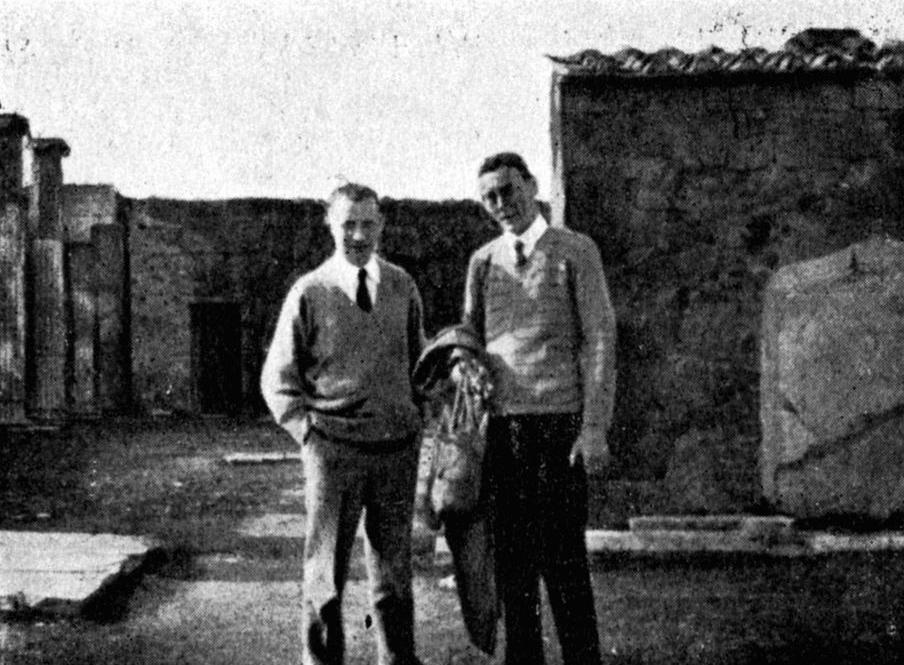
Hans Arp en Hugo Ball in Pompeï

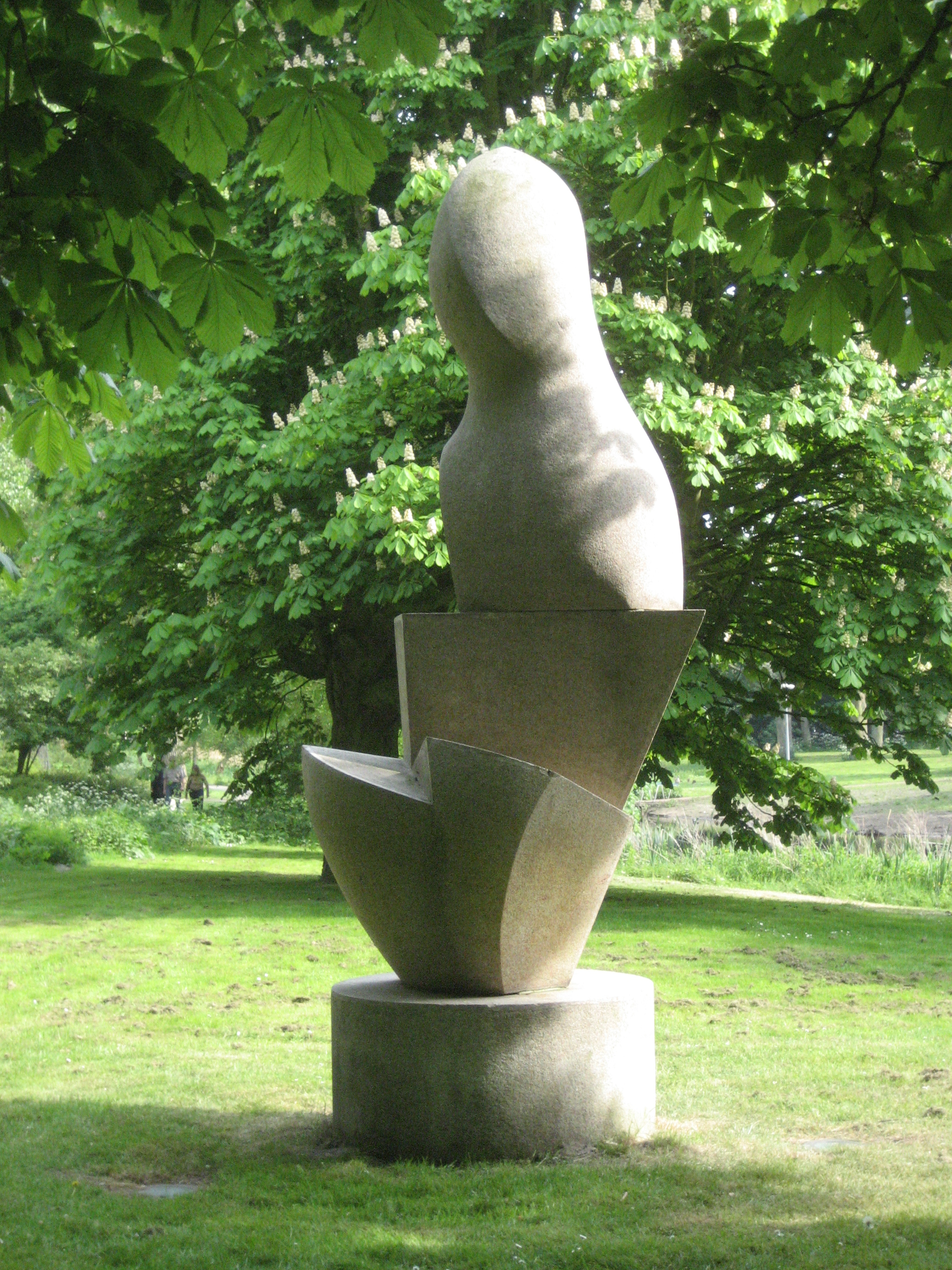
Scrutant l'horizon (1966, Den Haag)

Jean Arp, ook bekend als Hans Arp (Straatsburg, 16 september 1886 – Bazel, 7 juni 1966), was een Duits-Frans beeldhouwer, schilder en dichter. Hij speelde een belangrijke rol in de ontwikkeling van de moderne kunst en was een van de voormannen van de dada-beweging. Ook was Arp actief als sieraadontwerper.

## Biografie
Jean Arp werd als Hans Peter Wilhelm Arp geboren. Zijn moeder kwam uit de Elzas en zijn vader was Duits. Hij werd geboren tijdens de periode na de Frans-Pruisische Oorlog, toen het gebied bekend was als Elzas-Lotharingen, nadat het door Frankrijk aan Duitsland was teruggegeven.
Na zijn opleiding kunstnijverheid bij de Kunstgewerbeschule in Straatsburg, ging Arp naar Parijs, waar hij voor het eerst gedichten publiceerde. Tussen 1905 en 1907 studeerde Arp aan de Kunstschule in Weimar in Duitsland. In 1908 ging hij terug naar Parijs om de Académie Julian te bezoeken. Vanaf 1909 woonde Arp in Zwitserland. In 1912 deed hij met een serie half-figuratieve, half-abstracte tekeningen mee met de tentoonstelling van de groep Der Blaue Reiter in München en in 1913 was hij betrokken bij activiteiten van Der Sturm van Herwarth Walden in Berlijn. Van het werk uit de periode tot ongeveer 1914 is niets meer over, omdat Arp het zelf heeft vernietigd. Naar het schijnt was dit expressionistisch van aard. In 1915 ontmoette hij zijn latere echtgenote Sophie Taeuber, met wie hij samenwerkte aan papiercollages. Dat jaar exposeerde hij in Zwitserland ook zijn eerste abstracte werk.
In 1916 richtte hij in Zürich samen met Hugo Ball, Tristan Tzara, Richard Huelsenbeck en Marcel Janco de Dada-beweging op, waarbij ook Sophie Taeuber betrokken was. In 1919 richtte hij, toen weer als Hans Arp, samen met Max Ernst en de sociale activist Alfred Grunwald de Keulse vestiging van dada op. Hij werkte daarbij ook nauw samen met Kurt Schwitters. Met Schwitters, Tristan Tzara, Raoul Hausmann en Theo en Nelly van Doesburg (zich destijds nog Pétro van Doesburg noemend) nam hij eind 1922 deel aan een dada-tournee langs de steden Jena, Dresden en Hannover. Eerder dat jaar was hij met Sophie Taeuber getrouwd. In 1925 nam Arp deel aan de eerste tentoonstelling van de surrealisten in Galerie Pierre te Parijs.
In 1926 verhuisde hij naar de Parijse voorstad Meudon en later dat jaar naar zijn geboortestad Straatsburg. In dat jaar nam hij ook de Franse nationaliteit aan. Hier hielp hij zijn vrouw bij de herinrichting van amusementscentrum de Aubette. Het project was echter zo omvangrijk, dat ze de hulp van hun vriend Van Doesburg inriepen, die vervolgens ook de leiding op zich nam. Arps aandeel bestond uit twee kelderruimten, de American Bar en de Caveau-dancing, een cabaret- annex danszaal, die hij decoreerde in zijn kenmerkende abstract-biomorfische stijl. Ook moet hij het raam in het trappenhuis ontworpen hebben. De 'elementaire en premorfische' interieurs vielen echter niet in de smaak bij de clientèle van de Aubette en werden in nog geen tien jaar verwijderd. Zijn raam is met de rest van het trappenhuis in 2004-2006 gereconstrueerd.
In juni 1926 ontstond ook het idee om met Theo en Nelly van Doesburg ergens bij Parijs een dubbelhuis te bouwen. In maart-juni 1927 kochten ze een stuk grond op de Rue des Châtaigniers 33 in Meudon, maar dit dubbelhuis Arp-Van Doesburg kwam er niet. De Arps namen het deel van de Van Doesburgs over en bouwden er in 1928 een eigen huis, dat nu in gebruik is als Fondation Arp, musée et jardin de sculpteurs.
In 1931 brak hij met het surrealisme om een andere groep te vormen, Abstraction-Création, die het periodiek Transition uitgaf. Gedurende de 30 jaren tot het eind van zijn leven ging hij ook door met het schrijven van essays en poëzie. In 1942 vluchtte hij uit zijn huis in Meudon voor de Duitse bezetting. Hij woonde in Zürich tot het eind van de oorlog.
In 1949 had Jean Arp een solotentoonstelling in New York, bij de Buchholz Gallery. In 1950 werd hij uitgenodigd om een reliëf uit te voeren voor een centrum van de Harvard University in Cambridge, Massachusetts. Verder kreeg hij net als Karel Appel opdracht voor een muurschildering in het UNESCO-gebouw in Parijs. In 1954 won Arp de Grote Prijs voor de Sculptuur op de Biënnale van Venetië.
In 1958 werd een overzichtstentoonstelling gehouden van zijn werk in het Museum of Modern Art in New York, gevolgd door een tentoonstelling in het Parijse Musée National d'Art Moderne in 1962. Arp overleed in 1966.

## Schilderstijl
De schilderstijl van Arp wordt gerekend tot het dadaïsme en surrealisme. Hij was een van de wegbereiders van de abstracte kunst, waarvan gezegd wordt dat hij het maakte met behulp van toeval en automatisme. Hij maakte organische vormen die gedaantes suggereren. Zijn gedichten maakte hij soms ook met behulp van het toeval. Hij knipte bijvoorbeeld zinnen in stukken, gooide ze op de grond en stelde daaruit willekeurig een gedicht samen.

## Werk

### Publicaties
- Neue französische Malerei. Ausgewählt von Hans Arp. Eingeleitet von L.H. Neitzel. Leipzig: Verlag der weissen Bücher, 1913. Zie Digital Dada Library.
- Die Wolkenpumpe. Hannover: Paul Steegemann, 1920. Zie Digital Dada Library.
- Der Pyramiderok. Erlenbach: Eugen Rentsch, 1924.
- Arp on Arp. Poems, Essays, Memories. New York, 1971.
- Hans Arp, M. Hagenbach en P. Schifferli [red.] Gesammelte Gedichten. 3 dln. Zürich en Wiesbaden, 1963, 1984
- Unsern täglichen Traum... Erinnerungen und Dichtungen aus den Jahren 1914-1954. Zürich, 1955
- On My Way. Poetry and Essays 1912-1947. New York, 1948, 1967
- H. Arp en E. Lissitzky: Die Kunst-Ismen. Zürich et al. 1924
- M. Jean [red.] Jean Arp. Jours effeuillés. Poèmes, essais, souvenirs 1920-1965. Parijs, 1966, 1986

### Reliëfs
- Configuratie. 1931. Łódź, Muzeum Sztuki. Zie kolekcja sztuki XX/XXI.

### Beeldhouwwerken
- Wolkenherder 1953 Brons Beeldenpark van het Kröller-Müller Museum, Otterlo.

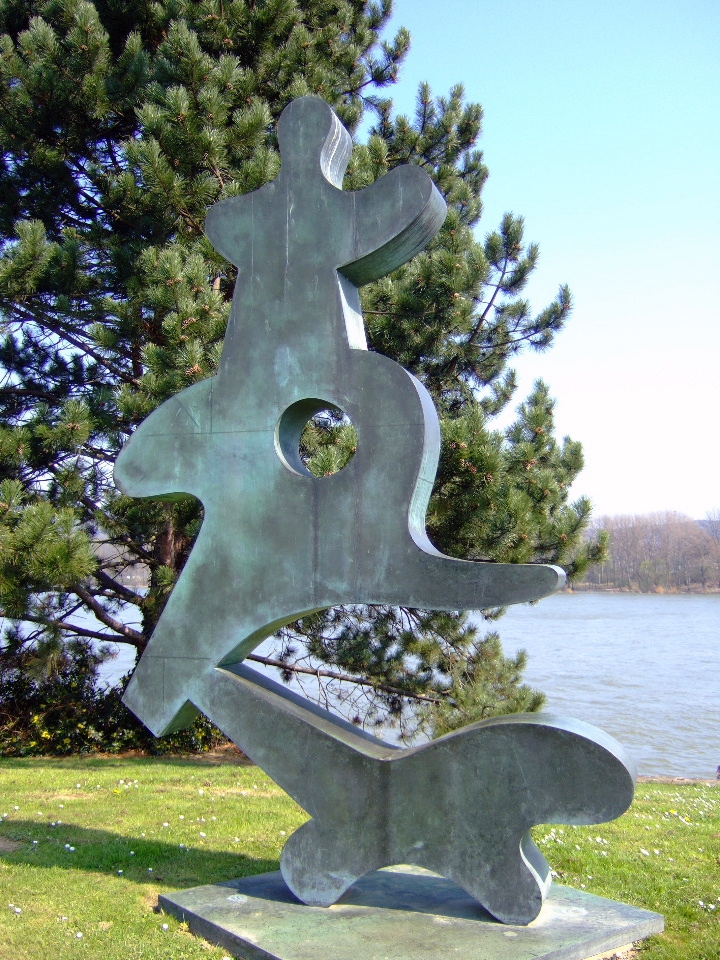
Bewegtes Tanzgeschmeide (Skulpturenufer Remagen)
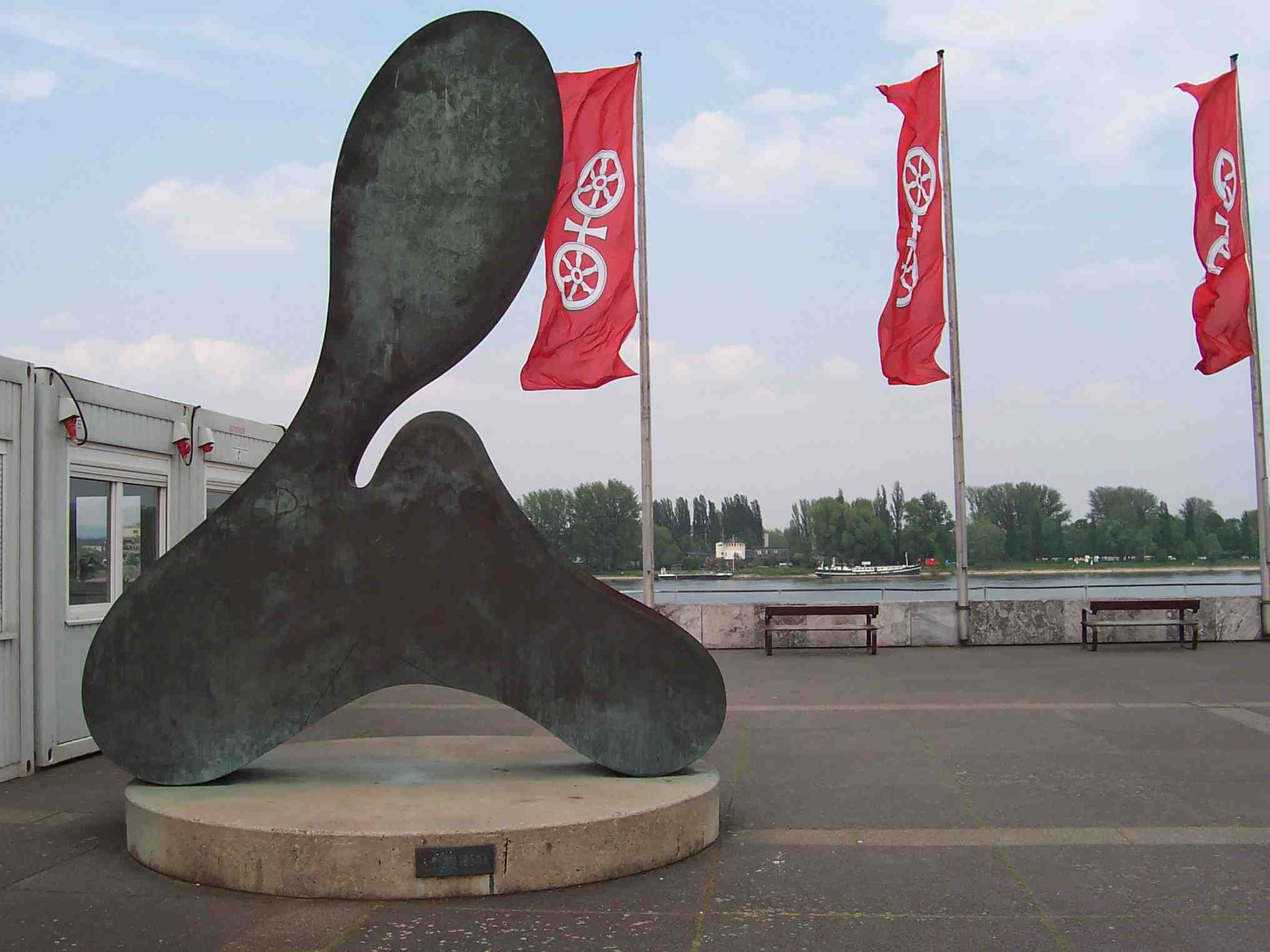
Schlüssel des Stundenschlägers, Mainz/Duitsland
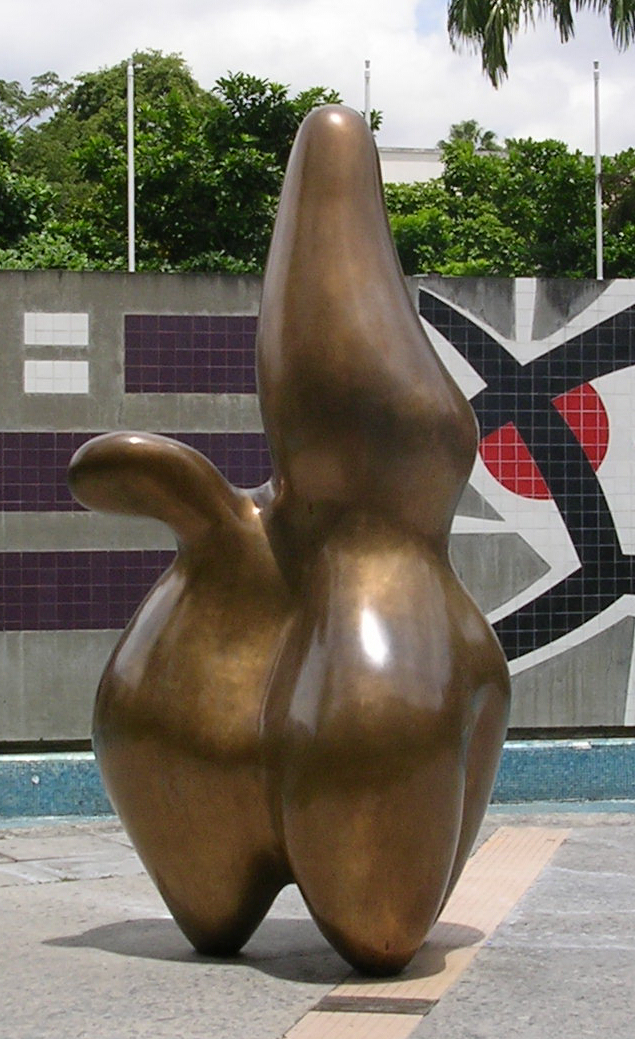
Wolkenherder, Caracas, Venezuela
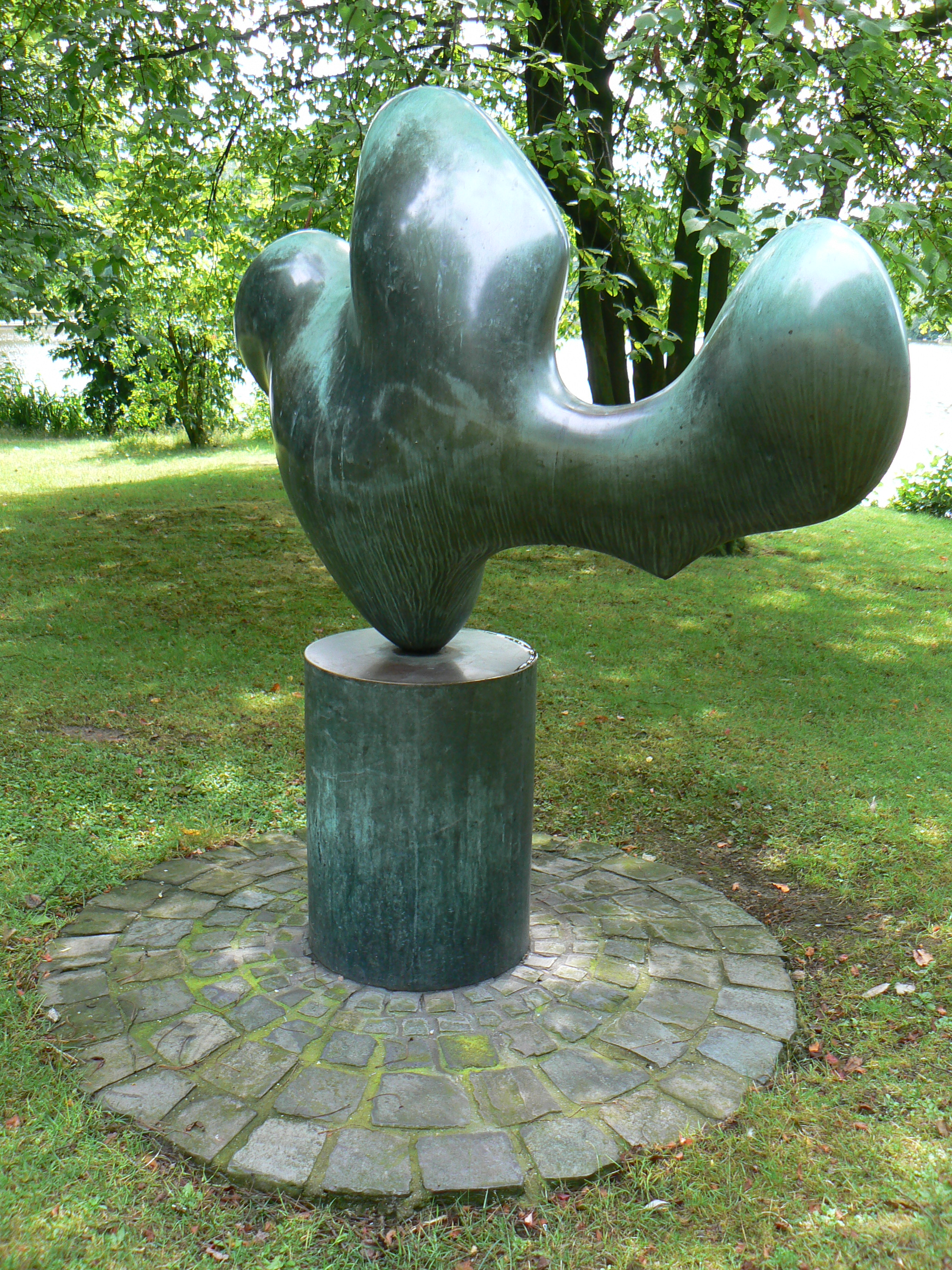
Feuille se reposant (1959), Skulpturenmuseum Glaskasten Marl, Duitsland
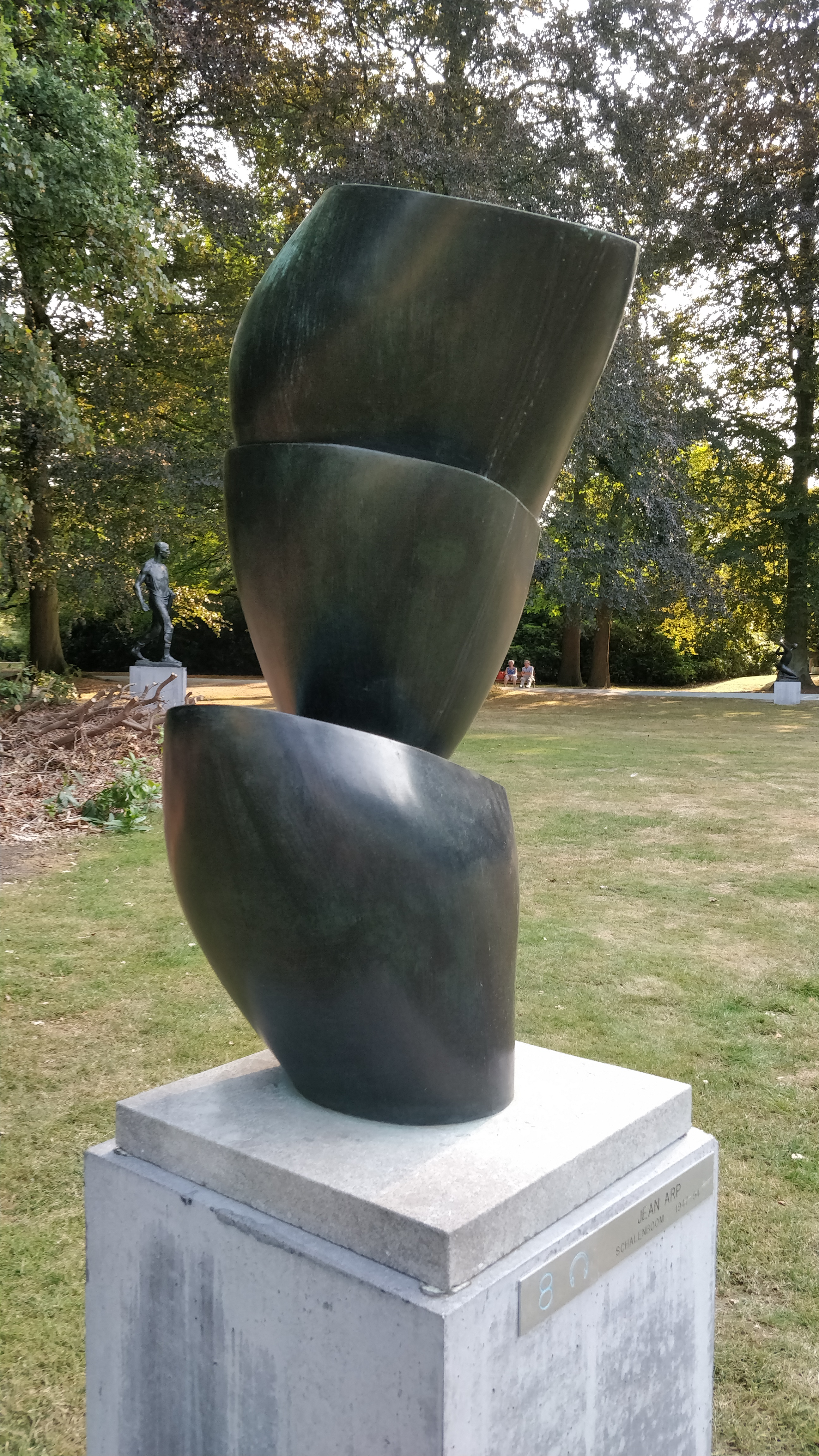
Schalenboom, Middelheimmuseum, Antwerpen
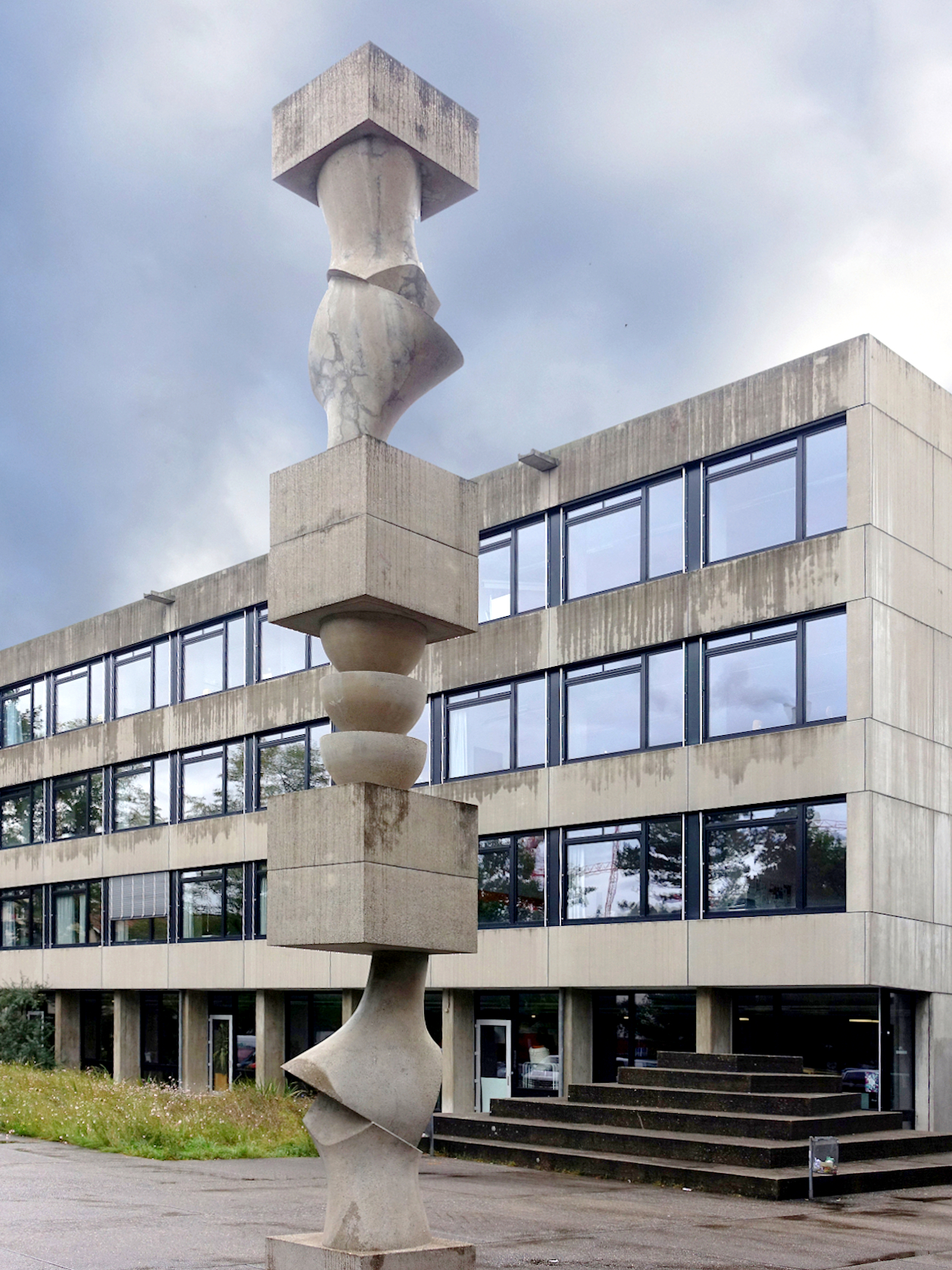
Bausteinsäule, Bazel
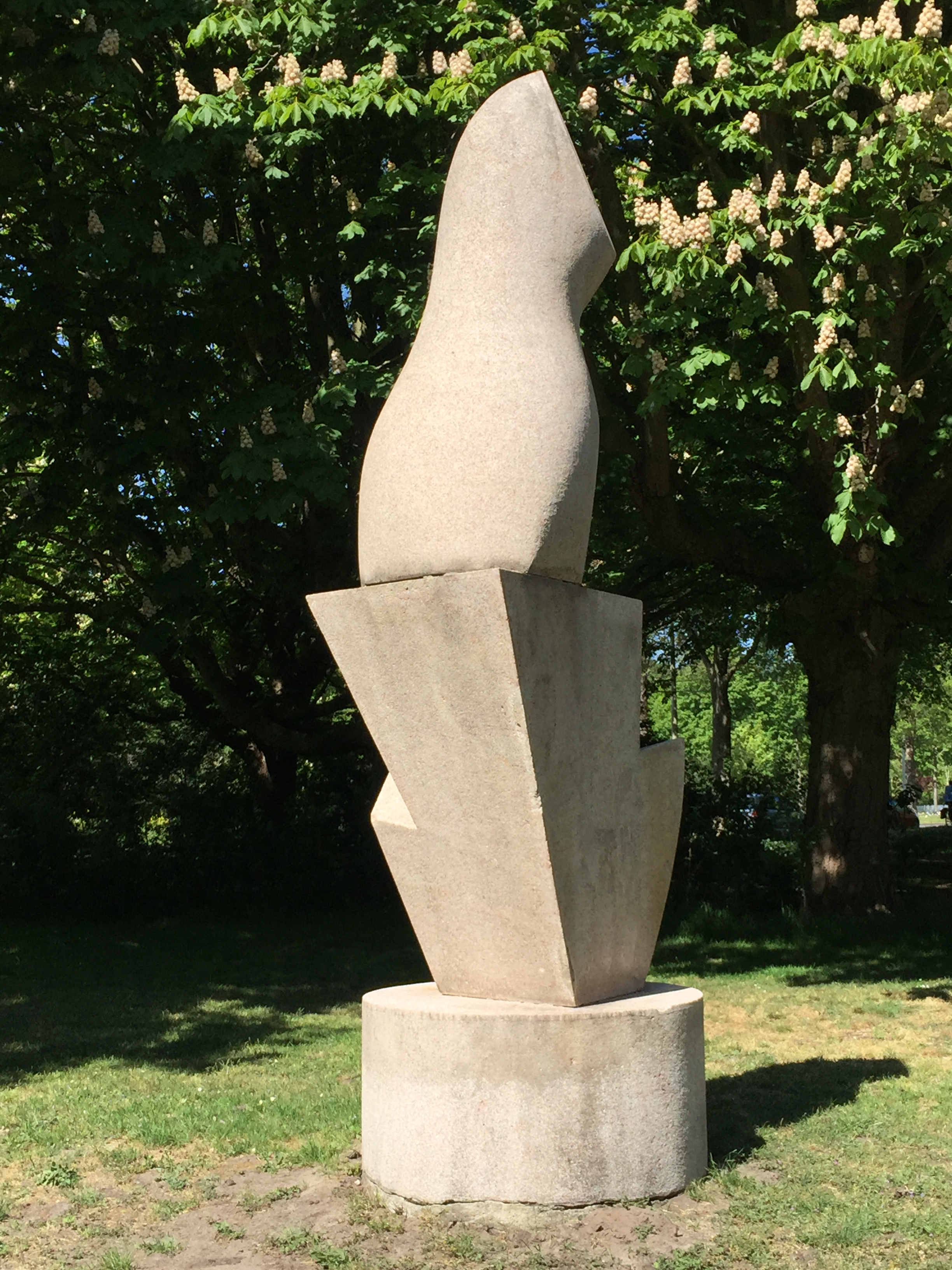
Scrutant l'horizon, Den Haag
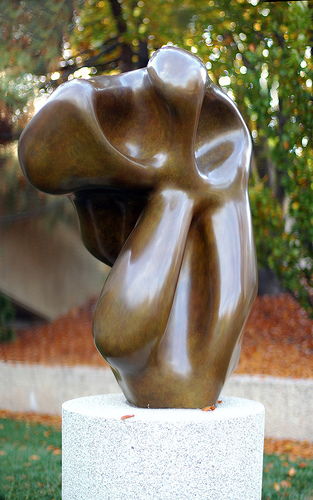
Evocation of a Form Human Lunar Spectral, Hirshhorn Museum and Sculpture Garden, Washington D.C.